# Archie Panjabi
Archana "Archie" Panjabi (Londen, 31 mei 1972) is een Britse actrice bekend door haar rollen in de film East Is East , de komedie Bend It Like Beckham en de rol van Kalinda Sharma in de CBS-televisieserie The Good Wife.
Haar ouders Govind en Padma Panjabi zijn afkomstig uit India. Op de leeftijd van 26 jaar trouwde ze met Sindhi Rajesh Nihalani, een kleermaker. 
Panjabi speelde rollen in zowel film en televisie, zoals de BBC-televisieserie Life on Mars. Haar eerste Hollywood-rol was in 2005 als een Britse diplomate in de Oscar-winnende The Constant Gardener in 2005. 
In 2007 speelde Panjabi met Angelina Jolie in de film A Mighty Heart (een boek van Mariane Pearl) de rol van de voormalige Wall Street Journal-verslaggeefster Asra Nomani, de vrouw van de journalist Daniel Pearl. 
In 2009 portretteerde zij een MI5-agent in de Franse film Espion (s), en in hetzelfde jaar sloot ze zich aan bij de cast van de televisieserie The Good Wife als Kalinda Sharma. Haar meest recente filmrol is als Saamiya Nasir in de Britse komedie The Infidel.
In 2005 won ze de Shooting Star Award voor haar rol in Yasmin op het Internationaal filmfestival van Berlijn, en de Best Actrice Award in hetzelfde jaar op het Filmfestival van Reims. Op 29 augustus 2010 won ze een Emmy Award voor Outstanding Supporting Actress in een dramaserie voor haar rol als Kalinda Sharma in de serie The Good Wife.

## Filmografie
| Jaar       | Film/tv-show                                  | Rol                               | Bijzonderheden |
| ---------- | --------------------------------------------- | --------------------------------- | --- |
| 1995       | Under the Moon                                | Heena                             | televisiefilm |
| 1996       | The Thin Blue Line                            |                                   | Aflevering: "Alternative Culture" |
| 1999       | East Is East                                  | Meenah Khan                       | |
| 2000       | Tough Love                                    | Chandra                           | televisiefilm |
| 2000       | In The Beginning                              | Basya, farao's dochter            | televisiefilm |
| 2000       | Harry Enfield's Brand Spanking New Show       | diverse rollen                    | televisieserie |
| 2001       | A Mind to Kill                                | Lamisa Khan                       | Aflevering: "Colour Blind" |
| 2001       | Murder in Mind                                | WPC Jill Evans                    | Aflevering: "Vigilante" |
| 2001       | The Bill                                      | Shanaz Arad                       | Episodes: "Home Run", "A Pound of Flesh" |
| 2001       | Delilah                                       | Pim                               | |
| 2001       | Ivor the Invisible                            | Leila                             | (stem) |
| 2002       | Single Voices                                 |                                   | Aflevering: "Little Englander" |
| 2002       | Bend It Like Beckham                          | Pinky Bhamra                      | |
| 2002       | The Secret                                    | Nadia (reclasseringsmedewerkster) | televisiefilm |
| 2002       | Holby City                                    | Ali Safron                        | Aflevering: "From This Moment On" |
| 2002       | White Teeth                                   | Alsana                            | televisiefilm |
| 2002       | My Family                                     | Tandartsassistente                | Aflevering: "Of Mice and Ben" |
| 2002       | Arranged Marriage                             | Shashi                            | |
| 2003       | Cross My Heart                                | Sumi                              | |
| 2003       | This Little Life                              | Niala                             | televisiefilm |
| 2003       | Final Demand                                  | Farida                            | televisiefilm |
| 2003       | Code 46                                       | Check In                          | |
| 2003       | The Canterbury Tales                          | Clare                             | Aflevering: "The Man of Law's Tale" |
| 2003–2004  | Grease Monkeys                                | Rita Dhillon                      | 20 afleveringen |
| 2004       | Sea of Souls                                  | Megan Sharma                      | 6 afleveringen |
| 2004       | Yasmin                                        | Yasmin                            | Best Actress Award (Reims Film Festival) Shooting Star Award (Berlin Film Festival) |
| 2005       | Chromophobia                                  | Sarita                            | |
| 2005       | The Constant Gardener                         | Ghita Pearson                     | |
| 2005       | A Very Social Secretary                       | Ashley                            | televisiefilm |
| 2006       | A Good Year                                   | Gemma                             | |
| 2006, 2007 | Life on Mars                                  | Maya Roy                          | Aflevering #1.1, Aflevering #2.6 |
| 2007       | Lezioni di volo                               | Sharmila                          | Engelse titel: Flying Lessons |
| 2007       | I Could Never Be Your Woman                   | Casting Girl                      | |
| 2007       | A Mighty Heart                                | Asra Nomani                       | Chopard Trophy |
| 2007       | Silent Witness                                | Amita Joshi                       | Afleveringen: "Peripheral Vision: Deel 1", "Peripheral Vision: Deel 2" |
| 2008       | Traitor                                       | Chandra Dawkin                    | |
| 2009       | The Happiness Salesman                        | Karen                             | |
| 2009       | Espion(s)                                     | Anna                              | |
| 2009       | Personal Affairs                              | Jane Lesser                       | 5 afleveringen |
| 2009–2015  | The Good Wife                                 | Kalinda Sharma                    | Primetime Emmy Award voor beste vrouwelijke bijrol in een dramaserie, 2010 Nominatie Satellite Award for Best Supporting Actress – Series, Miniseries or Television Film, 2010 Nominatie Screen Actors Guild Award for Outstanding Performance by an Ensemble in a Drama Series, 2010, 2011 |
| 2010       | The Infidel                                   | Saamiya Nasir                     | |
| 2013       | The Fall                                      | Tanya Reed Smith                  | televisieserie |
| 2014       | The Disappearance of Eleanor Rigby: Him & Her |                                   | |
| 2014       | I Origins                                     | Priya Varma                       | |
| 2015       | San Andreas                                   | Serena Johnson                    | |
| 2016       | The Jury                                      | Kim                               | |
| 2016       | Shetland                                      | Asha Israni                       | 5 afleveringen |
| 2016       | Power Monkeys                                 | Preeya                            | 6 afleveringen |
| 2016-2020  | Blindspot                                     | Nas Kamal                         | |
| 2021       | Star Wars: The Bad Batch                      | Depa Billaba                      | 1 aflevering (stem) |

- Biblioteca Nacional de España: XX5261548
- Bibliothèque nationale de France: cb155947025 (data)
- Catàleg d'autoritats de noms i títols de Catalunya: 981058528188806706
- Gemeinsame Normdatei: 1030190828
- International Standard Name Identifier: 0000 0000 0523 3429
- Library of Congress Control Number: no2004034773
- Nationale Bibliotheek van Israël: 987007432858505171
- Nationale Bibliotheek van Polen: a0000002091112
- Nederlandse Thesaurus van Auteursnamen: 29297583X
- Système universitaire de documentation: 12279933X
- Virtual International Authority File: 37237205
- WorldCat: E39PBJwRRK9DRtXGBKtff3CPcP